# San Gabriel (Kalifornien)
San Gabriel ist eine Stadt im Los Angeles County des US-Bundesstaats Kalifornien in den Vereinigten Staaten.
Das U.S. Census Bureau hat bei der Volkszählung 2020 eine Einwohnerzahl von 39.568 ermittelt. Das Stadtgebiet hat eine Größe von 10,7 km². Der Name leitet sich von der Mission San Gabriel her, deren Grundstein hier von den Franziskanern am 8. September 1771 gelegt wurde. Von der Mission aus wurde zehn Jahre später die Siedlung Los Angeles gegründet. Das Motto der Stadt lautet deshalb auch City With A Mission. Heute ist fast die Hälfte der Einwohner von San Gabriel asiatischstämmig.
Der US-amerikanische Komiker Curly Howard verstarb hier am 18. Januar 1952.

## Söhne und Töchter der Stadt
- Guy Rose (1867–1925), Maler
- George S. Patton (1885–1945), Viersterne-General
- Tex Schramm (1920–2003), Journalist und Sportfunktionär
- Billy Laughlin (1932–1948), Filmschauspieler
- Darrall Imhoff (1938–2017), Basketballspieler
- Susan Atkins (1948–2009), Mörderin und Mitglied der „Manson Family“
- Bill Mumy (* 1954), Filmschauspieler und Musiker
- Nina Kiriki Hoffman (* 1955), Schriftstellerin